# Decaspermum exiguum
Decaspermum exiguum là một loài thực vật có hoa trong Họ Đào kim nương. Loài này được Merr. & L.M.Perry mô tả khoa học đầu tiên năm 1942.